# Музей Центрального Поморья
Музей Центрального Поморья (пол. Muzeum Pomorza Środkowego) — музей, находящийся в городе Слупск, Поморское воеводство, Польша. Музей демонстрирует объекты, связанные с историей с историей Центрального Поморья и герцогов померанского дома.  Зарегистрирован в Государственном реестре музеев.
В состав музея входят несколько отдельных филиалов:
- Замок померанских герцогов. В замке находится экспозиция предметов религиозного искусства из церквей поморского региона, коллекция картин Станислава Виткевича и крипта померанских герцогоа.
- Замковая мельница — одно из старейших промышленных предприятий Польши. В ней размещается этнографическая экспозиция музея.
- Зернохранилище Рихтера — филиал музея.
- Готические Мельничные ворота — филиал музея;
- Словинская деревня — энтографический музей под открытым небом, в котором демонстрируется быт словинцев.

В летний сезон Музей Среднего Поморья организует на Рыбацкой площади в Слупске «Ярмарку гриффитов».

## Известные экспонаты
- Карта Померанского герцогства